# エヴゲーニイ・グリシコヴェツ
エヴゲーニイ・ヴァレリエヴィッチ・グリシコヴェツ (ロシア語: Евгений Валерьевич Гришковец、英語: Yevgeni Valeryevich Grishkovetz、ドイツ語: Jewgeni Walerjewitsch Grischkowez、1967年2月17日 - ) は、シベリアのケメロヴォ生まれのロシアの作家、劇作家、舞台演出家、俳優であり、イタリアの劇作家ダリオ・フォに匹敵するほど、母国だけでなくエディンバラ、アヴィニョン、ウィーンなどの国際演劇祭で大きな成功を収めている。グリシコヴェツの「ロシアのパフォーマンスアートの創始者」としての第二の故郷は、カリーニングラードである。

## 経歴
海軍での兵役を終えた後、グリシコヴェツはケメロヴォのクズバス工科大学でロシア言語学を学んだ。そこで彼は1990年に演劇集団ローゲを立ち上げ、翌年には20以上の戯曲を作り、演劇集団はそれを会話や即興で演じた。1998年には一人芝居『どうやって犬を食べたか』を作り、モスクワの国際演劇祭NET（新欧州劇場）で大評判となった。翌年にも彼の新しい劇『同時に』もNET演劇祭で同様の成功を収めた。
2000年/2001年の演劇シーズンから、彼はモスクワの現代演劇学校で常任客演演出家となり、彼の作品が演じられている。そこで彼の作品『ロシア人旅行者の記録』は、ヨシフ・ライヒェルハウスが演出した。同じ年に彼はロシアのアンチ・ブッカー文学賞演劇部門賞を受賞した。ロシアの演劇賞ゴールデン・マスク賞の審査委員会から、2000年に彼はイノヴェーション賞を、さらに批評家賞を受賞した。 
2001年9月、彼は新作『都市』を書き上げた。初演は、演出家オレグ・タバコフがモスクワに創設した有名なタバケルカで行われた。翌2002年には『戦艦ドレッドノート』がモスクワのクラブ、オゴロードで上演され、これもまたロシアの通常の演劇概念を超えるプロジェクトであった。
2003年から、「ビグジ」というグループと音楽アルバムを出し始める。
グリシコヴェツは1998年からカリーニングラード（かつてのケーニヒスベルク）に住んでいる。「私はこの都市に住むことを単に気に入っているだけでなく、モスクワから没落したわけでもない。私は田舎者でモスクワのリズムは合わなかった。私の全ての仕事がモスクワと繋がっているにもかかわらず。作品『都市』と『惑星』では大都会での生活を語っている。カリーニングラードは100％ロシアの都市ではないが、住むには心地よく、ロシアの小さな都市の中では理想的な都市である。そして海に面している。ここから私は、亡命することなしに、モスクワの生活と仕事を距離をもって眺められる」。
2018年5月、彼の小説『絶望の劇場。絶望した劇場』はロシアの文学賞ボリシャーヤ・クニーガ賞の最終選考リストに載った。
グリシコヴェツは2018年に始まったロシアのテレビドラマシリーズ『普通の女性』で、重要な脇役を演じた。
2023年6月下旬、彼はイスラエル国籍を取得した。

## 戯曲 (抜粋) とその初演
- 『どうやって犬を食べたか』 1998年
- 『ロシア人旅行者の記録』 2000年
- 『都市』 2001年

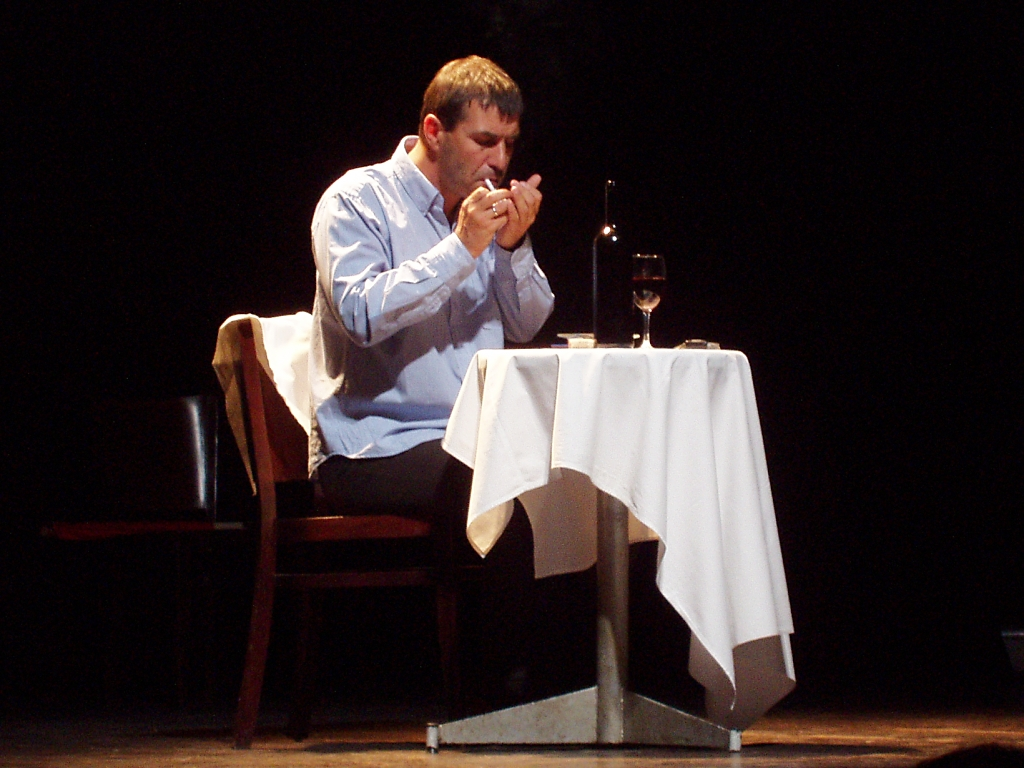
エヴゲーニイ・グリシコヴェツの劇『戦艦ドレッドノート』、イスラエル、エルサレム

- 『都市』（ドイツ語版） - ロシア語からの翻訳はシュテファン・シュミトケ；初演: 2002年5月18日 デポ劇場（ドイツ語版）
- 『戦艦ドレッドノート』 2002年
- 『惑星』 2003年
- 『惑星』（ドイツ語版） – ラジオドラマ、ロシア語からの翻訳はシュテファン・シュミトケ（ドイツ語版）；作曲: トビアス・モルゲンシュテルン（ドイツ語版）；演出: ガブリエル・ビゴット（ドイツ語版）；2004年 ベルリン＝ブランデンブルク放送；演奏時間: 48分46秒

## 散文
- 『ワイシャツ』 長編小説, 2004年
- 『川』 短編小説, 2005年
- 『板』 物語, 2006年
- 『刺青』 短編, 2007年 （沼野恭子による日本語訳: 『ヌマヌマ : はまったら抜けだせない現代ロシア小説傑作選』河出書房新社 2021年 所収）[1]
- 『私に残った痕跡』 短編集, 2007年[1]